# Marietta (comté d'Adair, Oklahoma)
Pour les articles homonymes, voir Marietta.
Marietta est une census-designated place du comté d'Adair, dans l'État d'Oklahoma, aux États-Unis,. En 2020, elle compte une population de 82 habitants.